# Freaky Flyers
Freaky Flyers è un simulatore di guida aereo sviluppato internamente dalla Midway San Diego per Xbox e PlayStation 2, e dalla Point of View, Inc. per Nintendo GameCube, e pubblicato dalla Midway Games nel 2003.

## Modalità di gioco
- Avventura: segue le storie di vari personaggi, che si sviluppano man mano che il giocatore completa le varie sfide e missioni che il gioco presenta.
- Gara: disponibile per uno o due giocatori, rappresenta la modalità di gioco libero.
- Duello: disponibile solo per due giocatori, consiste nell'abbattere il velivolo dell'avversario impedendo la distruzione del proprio.

Il gioco include vari minigiochi, che hanno come obiettivo eliminare vari "amigos" nel deserto o salvare dei personaggi non giocabili.

## Personaggi
Il gioco presenta un totale di 15 personaggi, tutti presentati come stereotipi o satire, ognuno dei quali possiede una propria caratterizzazione e storia.
- Mick Bungadoo: è un cuoco dell'outback australiano, che passa la maggior parte del tempo a cucinare animali morti. Partecipa alla competizione, inaugurata dal misterioso X Pilot, per realizzare il suo sogno: aprire un ristorante dove cucinerà i suoi piatti prelibati. Rappresenta lo stereotipo degli australiani, e il suo aereo è stilizzato come un SUV jeep.
- Myrna Bookbottom: è una bibliotecaria inglese, mite, intelligente e amante dei gatti. Entra nella competizione in cerca di avventura, ispirata a vari romanzi d'azione. È vestita come un'aviatrice tipica degli anni Quaranta del XX secolo.
- Margaret Basher: l'alter ego oscuro di Myrna, è invece scortese e schietta. Questa lotta tra personalità in un unico individuo ricorda molto il dottor Jekyll e Mr. Hyde, soprattutto considerato che Margaret considera la violenza la soluzione a ogni problema. Esteticamente, Margaret è modellata come una spia femminile della serie di film di James Bond. Entra nella competizione per riuscire a separarsi da Margaret e vivere come una persona libera e indipendente.
- Paul Atchi: stereotipo del boss dei sobborghi statunitensi, partecipa alla competizione per salvare sua madre, coinvolta in un sindacato criminale.
- Johnny Turbine: un attore di Hollywood dal sorriso perfetto, partecipa alla competizione per dare nuova fama a Hollywood e ottenere un contratto da cinema.
- Tracy Torpedoes: "nata" in Germania, è in realtà il risultato vivente di un esperimento genetico. Partecipa al torneo per aprire una compagnia aerea, e il suo aereo con il quale partecipa copia il triplano del Barone Rosso. Ha anche due sorelle gemelle che lavorano nel mondo dello spettacolo.
- Andre Latoilette: stereotipo franco-canadese, è un boscaiolo che, fin da giovane, ha sfruttato vari operai arboricoli, usandoli come suoi servi. Saputo che Johnny Turbine è suo fratello perduto, entra nel torneo per ritrovarlo e condividere i suoi sogni di gloria.
- Cactus Rose: è un gangster messicano donna che ruba ai ricchi per dare ai poveri... membri della sua banda. Ricercata nella sua nazione, entra nel torneo per inseguire i suoi sogni di gloria e ricchezza, oltre che a ingraziarsi il governo messicano.
- Island Jack: un giovane rastaman proveniente da un'isola tropicale, partecipa al torneo allo scopo di salvare la sua casa.
- Marcel Moreso Bros: sono dei gemelli siamesi nati in Francia che lavorano come mimi, e partecipano al torneo per ritrovare la madre, perduta da tempo.
- Sheik Avdul: miliardario petroliero dell'Iraq, viaggia su un aereo di moquette, che usa come veicolo nel torneo, in cui partecipa a causa dei suoi tanti problemi finanziari.
- Prof. Gutentag e S.V.E.N. 209: Gutentag è un brillante scienziato svizzero che gestisce la sua società di orologi a cucù, la Gutentag Industries, ed entra in gara per attirarsi l'attenzione dei media in tutto il mondo.
- Barone Von Slaughter: cucito da pezzi del cadavere di Al Frankenstein, e creato in un villaggio della Romania occidentale, è stato "costruito" in fretta e furia, motivo per cui perde spesso vari suoi pezzi. Partecipa alla competizione per rendere famoso il suo villaggio e far rivivere la sua defunta industria turistica.
- Sammy Wasaby: pur essendo un bambino, è un brillante sviluppatore di super-armi e potenti aerei del Giappone, ma è anche molto sleale nei confronti degli altri competitori.
- Pilot X: un alieno proveniente dallo spazio profondo, rappresenta il boss finale del gioco, che il giocatore dovrà affrontare nei pressi di Saturno. Guida il classico UFO nero tipico degli alieni.

## Accoglienza
| Testata                              | Versione  | Giudizio |
| ------------------------------------ | --------- | -------- |
| Metacritic (media al 30 aprile 2021) | GC        | 69/100   |
| Metacritic (media al 30 aprile 2021) | PS2       | 66/100   |
| Metacritic (media al 30 aprile 2021) | Xbox      | 64/100   |
| EGM                                  | Xbox      | 4/10     |
| Game Informer                        | PS2       | 6/10     |
| Game Informer                        | Xbox      | 5.75/10  |
| Game Revolution                      | Tutte     | C        |
| GamePro                              | PS2       | [ 8 ]    |
| GamePro                              | Xbox      | [ 9 ]    |
| GameSpot                             | GC        | 6.6/10   |
| GameSpot                             | PS2, Xbox | 6.6/10   |
| GameSpy                              | GC        | [ 12 ]   |
| GameSpy                              | PS2       | [ 13 ]   |
| GameZone                             | GC        | 7.3/10   |
| GameZone                             | PS2       | 7.3/10   |
| GameZone                             | Xbox      | 7.2/10   |
| IGN                                  | Tutte     | 7/10     |
| Nintendo Power                       | GC        | 3.8/5    |
| OPM (USA)                            | PS2       | [ 19 ]   |
| OXM (USA)                            | Xbox      | 7.9/10   |

Il gioco ha avuto un'accoglienza altalenante su tutte le piattaforme stando alle recensioni aggregate del sito web Metacritic.